# The Maze Runner (film)
The Maze Runner er en amerikansk science fiction-film fra 2014 instrueret af Wes Ball, baseret på James Dashners bog fra 2009 med samme navn. Filmen er den første i The Maze Runner-serien, og manuskriptet blev skrevet af Noah Oppenheim. På rollelisten er blandt andre Dylan O'Brien, Kaya Scodelario, Thomas Brodie-Sangster og Will Poulter. Den blev fulgt op af Maze Runner: Infernoet (2015) og Maze Runner: Dødskuren (2018).
Historien følger 16 år gamle Thomas, spillet af Dylan O'Brien, som vågner op uden at kunne huske noget om hvem han er. Han befinder sig midt i en intrikat labyrint, sammen med flere andre fyre som prøver at finde vejen ud af den stadig skiftende labyrint, samtidig som de prøver at etablere et fungerende samfund som de kalder The Glade. The Maze Runner blev produceret af 20th Century Fox, og udkom den 19. september 2014 i USA.

## Medvirkende
- Dylan O'Brien som Thomas.
- Aml Ameen som Alby
- Thomas Brodie-Sangster som Newt
- Ki Hong Lee som Minho
- Will Poulter som Gally
- Kaya Scodelario som Teresa
- Chris Sheffield som Ben
- Patricia Clarkson som Ava Paige